# Савенки (Пермский район)
Савенки — деревня в Пермском районе Пермского края. Входит в состав Гамовского сельского поселения.

## География
Деревня расположена на реке Большая (приток реки Пыж), примерно в 1,5 км к юго-востоку от административного центра поселения, села Гамово.

## Население
| 2010 |
| ---- |
| 16   |

## Топографические карты
- Лист карты O-40-77 Юг. Масштаб: 1 : 100 000. Состояние местности на 1983 год. Издание 1985 г.